# Kuun család
Az osdolai nemes és gróf Kuun család (előfordul Kun és Kún formában is) egy székely eredetű magyar nemesi, majd főnemesi család.

## Története
A család első ismert tagja Antal, aki már az osdolai előnevet is viselte, 1506-ban Kézdiszéket képviselte az agyagfalvi országgyűlésen. Antal fia, Kocsárd, Szapolyai János hadvezére volt, míg unokája, Gáspár már Szolnok-Doboka vármegye főispánja volt 1585 körül. Gáspár unokája ugyancsak főispán volt, ő ezt a hivatalt már Hunyad, Zaránd és Küküllő vármegyében is viselte. 1762. május 17-én László és István testvérek személyében a család grófi rangra emelkedett. Később a Kuunok örökös jogon tagjai lettek a főrendiháznak is. Megemlítendő még, hogy az 1919-ben elhunyt József gróf vezetéknevét Beck-re változtatta.

## Jelentősebb családtagok
- Kuun Géza (1838–1905) orientalista, az MTA igazgató tagja, titkos tanácsos
- Kún Kocsárd (?–1536) neves hadvezér
- Kuún Kocsárd (1803–1895) politikus, országgyűlési képviselő, Hunyad vármegye főispánja